# نايجل أيرز
نايجل أيرز (بالإنجليزية: Nigel Ayers)‏ هو موسيقي وفنان بريطاني، ولد في 1957.

## وصلات خارجية
- الموقع الرسمي
- نايجل أيرز على موقع IMDb (الإنجليزية)
- نايجل أيرز على موقع ميوزك برينز (الإنجليزية)
- نايجل أيرز على موقع أول ميوزيك (الإنجليزية)
- نايجل أيرز على موقع ديسكوغز (الإنجليزية)